# Command button

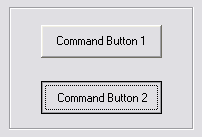
due command button dove il secondo risulta premuto dal click del mouse

In informatica, un Command button (pulsante o bottone in italiano) è un controllo grafico, che offre all'utente un semplice modo per provocare un evento, come la ricerca di una query su un motore di ricerca, l'interazione con finestre di dialogo o la conferma di un'azione.
Tipicamente un command button è un rettangolo (spesso con angoli smussati) con una descrizione al suo interno. Solitamente un command button è premuto attraverso il click del mouse. La forma di un command button non è limitata alla sola forma rettangolare. Il solo requisito di interazione richiesto ad un command button è che l'utente può eseguire un comando attraverso un'azione di mousedown o mouseclick. In questo modo immagini ed aree di background possono essere programmate come bottoni. Quando premuti, i bottoni subiscono un cambio grafico che mima un bottone premuto oltre a compiere un compito predeterminato.